# NGC 3384
NGC 3384 (také NGC 3371) je čočková galaxie v souhvězdí Lva. Objevil ji William Herschel 11. března 1784.
Na základě rozboru barvy hvězd ve středové oblasti této galaxie bylo potvrzeno jejich velké stáří. Bylo tak zjištěno, že přes 80 % jich patří do populace II a jsou tedy více než miliardu let staré.
Obří černá díra uprostřed galaxie má hmotnost přibližně 16 milionů hmotností Slunce.

## Skupina galaxií M 96
NGC 3384 je členem Skupiny galaxií M 96, což je skupina galaxií v souhvězdí Lva, která se také někdy nazývá Skupina galaxií Lev I. Patří do ní i sousední galaxie z Messierova katalogu M95, M96 a M105.
Všechny čtyři galaxie jsou na obloze nápadně blízko sebe.